# Lagisca brevicornis
Lagisca brevicornis är en ringmaskart som först beskrevs av Jean Louis Armand de Quatrefages de Bréau 1866.  Lagisca brevicornis ingår i släktet Lagisca och familjen Polynoidae. Inga underarter finns listade i Catalogue of Life.